# Rocco Romeo
Antonio Rocco Romeo (Toronto, 25 marzo 2000) è un calciatore canadese di origini italiane, difensore del Valour.

## Carriera

### Club
Nato a Toronto, ha iniziato la propria carriera calcistica tra le file dei Bolton Wanderers dell'Ontario, prima di passare ai Woodbridge Strikers.
Nel 2014, Romeo è ufficialmente entrato a far parte del settore giovanile del Toronto FC, venendo relegato alla terza squadra dove disputerà 17 presenze il primo anno nella League1 Ontario e 15 il suo secondo anno, mettendo a segno anche la sua prima rete in carriera contro il Toronto Skillz.
Il 4 settembre 2016 ha fatto il suo debutto con il Toronto FC II nella United Soccer League in una gara contro il Charlotte Independence: è stato sostituito al 62' minuto da Clément Simonin e successivamente il Toronto ha perso per ben 5-1. Il 15 settembre 2017 Romeo ha firmato il suo primo contratto professionale, unendosi al Toronto FC II a titolo definitivo. Il 31 gennaio 2019 viene ceduto in prestito semestrale all'HB Køge, club danese militante nella NordicBet Liga, la prima divisione del campionato.
Il 21 gennaio 2020 ha ufficialmente firmato un contratto da professionista con la prima squadra del Toronto FC. Il 13 agosto l'HB Køge ha annunciato che Romeo era tornato nuovamente al club in prestito. Ha segnato il suo primo gol con il club il 6 ottobre in una partita di coppa contro il Bispebjerg BK, ricevendo anche un cartellino rosso più tardi.
Il 30 luglio 2021 è stato ceduto in prestito annuale al Valour FC, militante nella Canadian Premier League. Il giorno successivo ha ufficialmente debuttato con il club in una gara contro l'FC Edmonton. Nella gara successiva disputata il 4 agosto ha messo a segno la prima rete con la sua nuova casacca contro il Pacific FC. Al termine della stagione 2021 l'opzione di riscatto non sarà esercitata dal club che lo rimanderà a Toronto.
Nel febbraio 2022 ha deciso di ritornare a parametro zero al Valour. Dopo la scadenza del suo contratto con la società, il 16 gennaio 2023 ha deciso di unirsi ufficialmente al Vancouver FC, club appena entrato a far parte della Canadian Premier League.

### Nazionale
Ha rappresentato la Nazionale Under-17 canadese al Campionato CONCACAF Under-17 2017. Il 24 ottobre 2018 è stato convocato dalla Nazionale Under-20 in vista del Campionato CONCACAF Under-20 2018. Inoltre, il 26 febbraio 2020 è stato convocato nel roster provvisorio della Nazionale Under-23 per le qualificazioni al Campionato CONCACAF Under-23 2020. Tuttavia, il torneo è stato subito rinviato a tempo indeterminato a causa della pandemia di COVID-19.